# ジョン・ポール・ジョーンズ (小惑星)
ジョン・ポール・ジョーンズ (9258 Johnpauljones) は、小惑星帯の小惑星のひとつ。パロマー天文台のトム・ゲーレルスとライデン天文台のファン・ハウテン夫妻が発見した。
アメリカ独立戦争における英雄、海軍の軍人ジョン・ポール・ジョーンズから命名された。